# Ковалёв, Иван Платонович
Иван Платонович Ковалёв (21 мая 1921 — 20 июля 2016) — участник Великой Отечественной войны, полковник Советской Армии, Герой Советского Союза (1944).

## Биография
Родился в селе Тарасовка (ныне — Жмеринский район Винницкой области Украины). После окончания школы в городе Никополь Днепропетровской области работал токарем на Южнотрубном металлургическом заводе. В октябре 1940 года Ковалёв был призван на службу в Рабоче-крестьянскую Красную Армию. С июня 1941 года — на фронтах Великой Отечественной войны. В октябре того же года получил тяжёлое ранение под Вязьмой. После излечения Ковалёв был направлен на курсы младших лейтенантов, которые окончил в апреле 1942 года.
С марта 1943 года гвардии лейтенант Иван Ковалёв командовал минноподрывным взводом 9-го гвардейского отдельного батальона минёров Северо-Западного фронта, который 10 марта был заброшен в тыл противника для диверсионной работы на территории Псковской и Ленинградской областей. За семь последующих месяцев бойцы взвода пустили под откос 16 вражеских эшелонов, уничтожили 17 мостов, более 8 километров железной дороги, полтора километра линий связи, 2 танка, 1 бронемашину, около 520 солдат и офицеров противника, обучили 350 партизан сапёрному делу, добыли ряд важных данных о противнике. Сам Ковалёв пустил под откос 4 эшелона, уничтожил 5 мостов, 6 автомашин.
Указом Президиума Верховного Совета СССР от 4 июня 1944 года за «мужество, отвагу и героизм, проявленные в борьбе с немецкими захватчиками» гвардии лейтенант Иван Ковалёв был удостоен высокого звания Героя Советского Союза с вручением ордена Ленина и медали «Золотая Звезда» за номером 3968.
После окончания войны Ковалёв продолжил службу в Советской Армии. В 1950 году он окончил Высшие академические курсы инженерных войск. В 1953 году в звании полковника Ковалёв был уволен в запас. Вернулся в родное село, где работал секретарём партийной организации местного колхоза.
Указом Президента Украины от 5 мая 2008 года ему было присвоено звание генерал-майора Вооружённых Сил Украины.
Был также награждён орденами Красного Знамени, Отечественной войны 1-й и 2-й степеней, рядом медалей.
В честь Ковалёва назван рыболовный траулер.